# ハロ (ガンダムシリーズ)
ハロ (HARO) は、「ガンダムシリーズ」に登場する架空のロボット。初出は、1979年に放送されたテレビアニメ『機動戦士ガンダム』。おもに主人公側のペット・ロボット（AIモジュール）として登場し、マスコット的存在となることが多い。

## 概要
デザインは大河原邦男。もともとは『ガンダム』の前番組『無敵鋼人ダイターン3』に登場する小型作業用ロボット「メカマル」のひとつとして考案された没キャラクターであり、大河原の働きかけによって『ガンダム』のマスコット・キャラクターとして登場することとなった。
ガンダムシリーズでは基本的に小型の球形ロボットを指すが、実写ドラマ『G-SAVIOUR』では小型の携帯端末、漫画『機動戦士クロスボーン・ガンダム』ではオウム（ベラ・ロナのペット）が「ハロ」と呼ばれている。
近年ではガンダムシリーズ以外のサンライズの映像作品でも、ハロが飛び跳ねながら "SUNRiSE" のロゴの一部（"i" の上の点）を構成するという映像が冒頭に入っており、事実上サンライズのマスコット・キャラクターとして扱われている。

## 機動戦士ガンダムにおけるハロ

### 機動戦士ガンダム
声 - 井上瑤、高木早苗（劇場版I）、松本梨香（SDガンダム GGENERATIONシリーズ）、新井里美（THE ORIGIN）
『機動戦士ガンダム』第1話で、フラウ・ボゥが所有する個体が登場。サイド7からホワイトベースに乗艦後はおもに孤児となったカツ、レツ、キッカと行動をともにしている。アムロ・レイがメンテナンスをおこなっている描写もあり、放送終了後の資料ではアムロが製作し、フラウにプレゼントしたとされる（公式ウェブサイトでも同様）。作られたのは劇中の2年前。最終話では、ア・バオア・クーでの最終決戦を経て沈むホワイトベースから乗員たちとともに、スペース・ランチで脱出している。
黄緑色の直径40センチメートル程度の球形の本体につぶらな「目」をもち、収納されている手足を伸長することもある（脚は「蓋」が足として接地する）。また、手が収納されているハッチ（耳に当たる）を羽ばたかせての浮揚も可能。材質や動力源は不明だが、ゴムボールのように弾んだり転がったりして移動する。マイコンによる簡単な会話が可能なほか、脳波測定器なども内蔵されている。
劇場アニメ『機動戦士ガンダムF91』などのガンダムシリーズの設定考証を担当したサンライズ（当時）の井上幸一による後年の設定によれば、SUN社によって宇宙世紀0078年頃に発売された製品であり、フラウが所有する個体はアムロの手によってさまざまなカスタマイズがほどこされていたとされる。もとの製品は、内蔵のコンピューターに初歩的なAIを搭載し、耳の部分に内蔵されたスピーカー兼マイクと目の部分のカメラで常にユーザーを認識し、その問い掛けに答える。その反応がシンプルかつキュートで中学生の人気を得るものの、ベーシック・モデル（組み立てキット）がビジネス・ユースの高級携帯端末に匹敵する価格であり、子供向け玩具としては高価すぎたためにあまり数は売れなかった。さらに翌年の一年戦争の勃発により、4,800セット出荷された初回ロットの大半が戦火で失われてしまい、一年戦争の災禍によって初期ロットは13セットを残すのみ（13セットに満たないと、宇宙世紀0150年代に確認できるのはわずか15セットにも満たないとする資料もある）。キット開発時のデータによれば、直径27.3センチメートル、重量1.23キログラム。
漫画・アニメ『機動戦士ガンダム THE ORIGIN』では、幼いアムロがテムとともに宇宙港でシャトルに乗る場面でハロの商品箱を抱えており、テムの「買ってやるんじゃなかった」という台詞など、もとは市販品である設定を踏襲している（ただし、0078年以前のことである）。また、アニメ版ではアムロが箱を開けた際に逃げ出し、取り押さえられて箱に戻される際には「ナニヲスル」「オマエハダレダ」などと喋っている。その後はアムロが改造して愛用し、転居を繰り返す間の唯一の友達となる。
漫画『機動戦士ガンダム デイアフタートゥモロー ―カイ・シデンのメモリーより―』では、最初期モデルは再生産モデルと外観は同型であり、フラウが所有する個体はこれを原型とするものの中身はほとんどが別物であるとされる。飼い犬が死んで落ち込んでいたフラウのため、アムロが父のテム・レイからもらった学習能力回路にプログラムや会話能力を追加したものを組み込み、ペット・ロボットに改造している。手足もアムロが付けたものであり、これらを入れるために本体の上下開閉機構がオミットされている。起動スイッチは両目部分にあり、3秒間長押しする。なお、同作品の舞台である、宇宙世紀0105年にサイド3コロニー「ズム・シティ」で開催される「一年戦争展」にSUN社が販売ブースを設営しており、フラウが所有していた個体（当時の所有者は明言されていない）も展示され、25年ぶりに再会したカイ・シデンを識別している。

#### その他の作品（0079-0086年）
アトラクション『GUNDAM THE RIDE』
コロニー公社のマスコットとして、一年戦争末期の連邦政府の政策によってサイド6へ疎開する人々という設定のアトラクション参加者が、コンペイトウ内での待機中に見るコロニー移民のための公報映像のナビゲーションキャラクターとして描かれている。
漫画『機動戦士ガンダム サンダーボルト 外伝』
第1話「サンダーボルト放送局」で、探査ドローンとして登場。ジムの頭部に格納できるようになっており、マニピュレータや複数のセンサーを装備している。簡単な会話ができるほか、ザクのコックピット・ハッチを開く、酸素濃度を測定する、人体の内臓の状況を把握する、携帯医療キットを内蔵するなど、宇宙世紀のハロの中ではかなり高機能な軍事用ロボットとして描かれている。
漫画『機動戦士ガンダム0083 REBELLION』
アナハイム・エレクトロニクス社のニナ・パープルトン所有の個体が登場（アニメ『機動戦士ガンダム0083 STARDUST MEMORY』には登場しない）。コマによっては足の「蓋」のパネルラインが確認できるが、本体の開閉機能はあり、モニターも内蔵されている（ただし、後述の『Ζガンダム』版とはデザインが異なる）。デラーズ紛争以前にケリィ・レズナーが経営するジャンク屋に捨てられていたものをニナが拾い、アナベル・ガトーとともに修理したものであり、紛争終結後にガトーがニナに宛てたメッセージ音声が記録されていたことが判明する。

### 機動戦士Ζガンダム / 機動戦士ガンダムΖΖ
声 - 荘真由美、沢村真希（劇場版I）、新井里美（劇場版II、III）
テレビ版『機動戦士Ζガンダム』第8話で、宇宙世紀0087年に月面都市アンマンの郊外にあるスペース・コロニーの残骸付近にて、カミーユ・ビダンがティターンズのカクリコン・カクーラーの銃撃を受けた際、残骸の中から落ちてきて結果的に盾となる。第9話でカミーユが持ち帰って修理し、記憶チップにホワイトベースの情報が記録されているかもしれないと調べることでエゥーゴの会議に遅れ、ウォン・リーから「修正」を受ける。以降はファ・ユイリィやシンタとクムに付き従い、『機動戦士ガンダムΖΖ』でも引き続き登場する。劇場版『Ζ』では、アーガマが受領した補給物資の中に紛れていたものをカミーユが修理したとされている。
テレビ版『Ζ』第9話でクワトロ・バジーナが「そのハロは市販されたものだ」と述べている通り、一年戦争後、地球連邦政府の方針によってホワイトベース隊がメディアに露出したことでアムロの作ったハロが人気を集め、地球の玩具メーカーが大量に発売したレプリカである。後年の設定では、SUN社がアムロの個体を逆ライセンスし「ハロII」として商品化したとされる。手足はないが（足の「蓋」に当たるパネルラインはない）、回転か跳躍によって移動するほか、「耳」で羽ばたくことで低・無重力環境での姿勢制御が可能。「口」のラインを基準とする上下開閉式のボディを有し、内側にそれぞれディスプレイとキーボードが設置されており、簡単なプログラム変更が可能である。下部に四角いハッチがあり、開くと小型のデジタル時計が現れ、アラーム機能もある。前述の通り銃撃も跳ね返す堅牢さを備える一方、初代同様にバウンドする。
ハロIIのブームは1年とたたずに（1年ほどでとも）終息しているが、戦後のヒット商品としてそれなりの知名度がある。
漫画『カイ・シデンのメモリーより』では、0105年の「一年戦争展」におけるSUN社のブースに、カミーユが所有していたとされる個体が展示されている。本作では、「ハロ」という名称はSUN社がアムロとライセンス契約を結ぶ際に改名したとされるが、作中で改名前の名称は明かされていない。また、マニアの間では初期モデルと区別するために「ハロII」と呼ぶとされる。

#### その他の作品（0087-0092年）
漫画『機動戦士Ζガンダム Define』
アニメ版と異なり、戦後アムロが所有していた個体がカミーユに託される。足の「蓋」のパネルラインがあり、中身はアムロによって改造されているが、フラウにプレゼントした個体と同一かは不明。アムロがニュータイプ (NT) として実験を受けた際のデータやビデオログが記録されており、NTや強化人間に疑問を抱くカミーユへの解決のヒントとして譲られる。
漫画『機動戦士ガンダム ウェアヴォルフ』
宇宙世紀0087年10月にゼブラゾーンで宇宙漂流となるティターンズ所属のペガサス級強襲揚陸艦「ヘカーテ」の整備士であるマカミ・タルボット軍曹が所有する個体が登場。カラーリングは黒で、「ハル」と呼ばれている。「目」はひとつだけで、そこから空中に映像を投影できる。序盤では足の「蓋」のパネルラインが確認できるが、その後は描かれていない。ハロII同様、中央で開くとモニターとキーボードが現れる。マカミの胸倉を掴んで突き飛ばすヴァーリ・キドゥ少尉に対して「乱暴！スルナ！」と言うほか、自発的な発声が見られる。
0085年にティターンズ部隊に襲撃されたマカミを救出した「ティターンズの暴虐を憎む者」から贈られたものであり、彼がマカミと会話する通信媒体としても使われている。
漫画『機動戦士ガンダム ヴァルプルギス』
0089年に主人公のマシロ・オークスが所有する個体が登場。足の「蓋」のパネルラインがあるが、脚があるかは不明。一方で「耳」のパネルラインはなく、上半分は側面と後部に縦に分割ラインがある。マシロのスマートフォンを収納しており、着信時には上半分の前面が上方に開く（ディスプレイやキーボードはない）。マシロのあとをついて転がったりバウンドしたりするが、発声はない。第1話でネオ・ジオン軍残党とエゥーゴとの戦闘での流れ弾によって穴の開いたコロニーからマシロとともに宇宙空間へ吸い出され、以降は登場しない。
漫画『機動戦士ガンダム MSV-R ジョニー・ライデンの帰還』
0090年にFSSのエンジニアであるリミア・グリンウッドが所有する個体が登場。カラーリングは黒であり、下部に黄色で旧ジオン公国章が描かれている。『ガンダム』登場個体と同じく「腕」があり、足の「蓋」のパネルラインも確認でき、本体を開閉するシーンもない（キーボードはないことが確認できる）。音声は、MSのスラスターの爆風で吹き飛ばされ、壁に激突した際に発した「ジョニー・ライデン…我々はあなたの帰還を歓迎する」という謎のメッセージのみ。外部記録端末としても愛用されるが、FSS社屋に侵入した不審者によって破壊される。なお、同作品での英文表記は "HALO" とされている。
最終話では、リミアが所有する2代目が登場。調整中であるにもかかわらず「耳」をパタパタさせて逃げるため、「不良ハロ」とののしられている。モノクロでしか確認できないためカラーリングは不明であるが、下部にFSSのロゴが記されている。
漫画『A.O.Z Re-Boot ガンダム・インレ-くろうさぎのみた夢-』
0090年前後に火星の「レジオン」に所属するマリナ技師長が所有する。「耳」や足の「蓋」のパネルラインは見当たらず、自律行動や発声もなく、中央から開閉してノートパソコンのように使用されている。マリナと親しい孤児院の少年シャルルに貸与することもある。
漫画『機動戦士ムーンガンダム』
0092年にネオ・ジオン残党（過激派）を率いるリュース・クランゲル少佐が所有する、第1世代型ハロをベースに改造した「ソロン」が登場する。

### 機動戦士ガンダム 逆襲のシャア
劇場アニメ『機動戦士ガンダム 逆襲のシャア』では、宇宙世紀0093年にアムロがハサウェイ・ノアに親子再会の記念としてプレゼントしたものが登場。アムロによれば「3代目」とされ、製作に半年かかったという。音声は初登場時の「ハロ！」のみ（声優はクレジットされていない）。一年戦争後に販売されたコピー品ではない正真正銘のオリジナルである。基本的なスペックや外観は初代と同じとされ、足の「蓋」のパネルラインも確認できるが、手足は劇中では見せていない。ハサウェイは、ハロのことは母のミライからよく聞かされていたという。ロンド・ベル隊によるアクシズ地球降下阻止の際にはラー・カイラムのブリッジにハサウェイとともに留め置かれるが、ハサウェイが抜け出した際には取り残される。
漫画『カイ・シデンのメモリーより』では、0105年の「一年戦争展」のSUN社のブースで展示されている。サイド1の養護施設から借りてきたものであり、同社では「2代目」と呼んでいるが、内側の製造プレートにはアムロ直筆のサインとともに "003" の製造番号が刻まれており、ファンの間では "002" という個体の存在が議論になっているとされる。起動スイッチは初代と同様、両目。

### 機動戦士ガンダムUC
声 - 広橋涼（アニメ版）
小説・アニメ『機動戦士ガンダムUC』では、宇宙世紀0096年にバナージ・リンクスが所有する個体（ハロII）が登場。5歳のクリスマスに父カーディアス・ビストからプレゼントされたもので、バナージにとってはペットロボ以上の思い入れがあり、家族のように扱っている。宇宙世紀0096年時点では玩具としてのハロの人気は下火で、すでに製造元がアフターサービスを中止して久しいが、バナージは修理とバージョンアップを重ね、ブザーなどを独自にカスタマイズしており、携帯端末のように使用している。
劇中ではバナージがオードリー・バーンをメガラニカへ案内する途中、突如あらわれたマリーダ・クルスらガランシェールクルーに対して、ハロのブザーの大音量を利用して注意を逸らすことによって撃退している。その後、インダストリアル7でロンド・ベルとクシャトリヤの戦闘が始まると、友人のタクヤ・イレイに預けたままオードリー・バーン救出に乗り出し、いずれもネェル・アーガマに乗艦することになる。以降は同じく乗艦した同級生のミコット・バーチに預けられる。

#### その他の作品（0096-0152年）
漫画版『機動戦士ガンダム Twilight AXIS』
アクシズの探索を終え、新サイド5コロニー「リボー」に帰ってきた元MSエンジニアのアルレット・アルマージュが、近所の子供たちにせがまれて修理をおこなっている。
漫画『機動戦士ガンダム U.C.0096 ラスト・サン』
子供たちの宇宙遊泳体験の補助に使用される。初代で手足がある4か所にはスラスターが収納されており、背面の2つの収納式グリップにつかまる。その最中に戦闘が勃発し、子供たちの一人サン・プレースとともに宇宙空間に取り残されるが、のちに救助される。その後はサンと行動をともにする。
小説『機動戦士ガンダム 閃光のハサウェイ』
上巻の表紙イラストにハロを抱えるハサウェイが描かれているが、作中には登場しない。
漫画『機動戦士ガンダムF91プリクエル』
0119年にコロニー「フロンティアIV」に移住したばかりのシーブック・アノーが、飼っていた金魚が死んで落ち込む妹のリィズのため、ジャンク屋で買った個体（壊れているが箱付き）を修理する。初代と同じく、手足の付いたタイプである。

### 機動戦士Vガンダム
声 - 松本梨香、漆山ゆうき（ゲーム『U.C. ENGAGE』）
アニメ『機動戦士Vガンダム』では、宇宙世紀0153年にウッソ・エヴィンが所有する個体が登場。ウッソの父のハンゲルグ・エヴィンが昔の市販品を改造して作ったもので、歴代のハロと比較して破格の性能を有している。搭載AIの著しい高性能化により宇宙世紀0080年代のものに比べて自己判断能力が格段に向上しており、さらに映像録画・投影といった数々の新機能が追加されている。その性能はペットロボットの域を超越しており、護衛や戦闘支援まで可能な軍用サポートメカの領域に達する。
機体の基本構造はハロIIに準じており、移動方法も同様であるが、デジタル時計を内装するハッチはない。「耳」は上下動に加え、回転も可能となっている（設定画より）。当初は地球での生活にあわせたカスタマイズを施されており、0G環境ではブレーキが利かないバウンドを繰り返しているが、のちにトマーシュ・マサリクにより圧縮ガス噴射装置とワイヤーガンが追加され、これにより自由な挙動が可能となる。
搭載AIの性能の高さは特筆すべきものであり、状況分析を伴うアドバイスやサポート、ときには攻撃的行動や欺瞞工作（Vガンダムを投影し、周囲を撹乱した）、果ては身代わり行為までおこない、ウッソやその仲間の危機を幾度となく救っている。体当たりで敵を昏倒させる、飛行中のコアファイターのアンテナにしがみつく、コクピットから転落しかけたウッソを単独で支えるといった力強い描写も多い。サンドージュの電撃からウッソを助けた際に一度故障したが、リガ・ミリティアの老人たちによって修理され、これ以降は「ヤベーゼ、アニキ」といった言葉遣いが挟まるようになる。さらにウッソによって改造が加えられ、V2ガンダムのコックピット後部に用意された専用の台座で同乗し、戦闘の際にはウッソのバックアップにも活躍している。エンジェルハイロゥ攻防戦では、機体そのものを任されてバルカン砲や光の翼でウッソを救う場面もある。
ゲーム『スーパーロボット大戦』シリーズでは、ウッソ専用のサブ・パイロットとされることもある。
漫画版（岩村俊哉によるコミックボンボン連載版）では、ペットロボットとしての使用がほとんどで、戦闘支援では使用されていない。ウッソが宇宙に上がって以降は、最終章のエピローグまで出番は無い。
なお、『Vガンダム』放送当時に発行された関連書籍における英文表記はすべて "HELLO" となっている。

### G-SAVIOUR
宇宙世紀0223年を舞台とする実写ドラマ『G-SAVIOUR』では、サイド・ガイア生物研究所の研究員コウビィの所有する手の平サイズの黒い携帯端末が「ハロ」と呼ばれる。コウビィのハロはほかの学生がもっているものよりはるかに高性能にカスタマイズされており、基地空港内の地下通路の複数の扉の暗証コードを解析し、解錠に成功しているほか、温熱探知、空気振動、炭酸ガスの検知機能や、赤外線センサーも搭載している。電子音のほかに「ハロッ！」と返事もする。なお、小説版によれば英文表記は "HELLO" 。

## 機動戦士ガンダムSEEDに登場するハロ

### 機動戦士ガンダムSEED
声 - 三石琴乃
コズミック・イラにおける『機動戦士ガンダムSEED』のハロは、外観はそれまでのものとほぼ同じだが、従来のハロよりは小さくソフトボールの球よりやや大きいサイズであり、アスラン・ザラが製作してラクス・クラインに幾度かプレゼントした。複数のカラーバリエーションがあり、ラクスは特にピンク色のものを好んで携帯していた。
彼女は他にもグリーンやイエロー、ネイビー、オレンジなどのハロを保有しており（サイズはどれも同じでそれぞれ手足が内蔵されているようである）、それぞれのハロはそのボディーカラーで「ピンクちゃん」「ネイビーちゃん」などと呼び分けられていた。PHASE-20では、鬼ごっこの鬼役となったネイビーのハロには、鬼の目印として∀ガンダムのようなヒゲのマークが描かれていた。これらのハロには言語学習機能があり、ラクスや製作者であるアスランの名前を「アシュラァーン！」と呼ぶシーンや、「ナンデヤネン」「マイド」「オオキニ」などの関西弁、「オマエモナー」「ミトメタクナーイ！」と話すシーンが多々見られた。
ピンクのハロには、戦艦の電子ロックを解除する高度な開錠能力があり、アークエンジェルでは軟禁中の部屋からラクスともに無断外出したこともあった。ピンク以外のハロたちも何らかの機能を有しているらしく、カラーリングによってその機能を見分けることができる模様（例えば、ピンクのハロは「ピッキング（鍵開け）」に引っ掛けてボディをピンクにしていた）。

### 機動戦士ガンダムSEED DESTINY
声 - 折笠富美子
『機動戦士ガンダムSEED DESTINY』では、ラクスに扮装しているミーア・キャンベルもハロを所持している。ラクスのハロとの違いはカラーリング（赤色）と英語（「Hello!」や「Are You Ok?」など）を話すことである。
ラクスの所持するハロは、ヨップ・フォン・アラファス率いる特殊部隊の侵入やラクスへの狙撃を察知する、フリーダムの格納庫への扉を開けるための鍵を口の中に持っているなど、以前より高度な機能を備えている。また、若干ではあるが言語のレパートリーも増えている（江戸っ子口調で知られる「てやんでぃ！」や、お笑いタレントの波田陽区の持ちネタのひとつである「残念！」など）。

## 機動戦士ガンダム00に登場するハロ
声 - 小笠原亜里沙（オレンジ他）、高山みなみ（赤）、入野自由（HARO）、佐藤有世（青）
私設武装組織・ソレスタルビーイングにて、宇宙世紀シリーズに登場するハロより一回り小さくバレーボールの球よりやや大きいサイズの複数体が登場。ソレスタルビーイングは必要最小限の人員で活動を行っているため、回避運動などMSのサブパイロットから専属の小型ロボットによるメンテナンス活動など、あらゆる面をこなす独立型マルチAIとして存在する。
MSやパイロットのサポート機器として使用されるという点で、『機動戦士Vガンダム』に登場したハロと性質的に近いものがある。手足のギミックが内蔵されているが、特に足のギミックに関しては他のガンダムシリーズに登場するハロと異なり、足首が付いている。
公式外伝『00I 2314』において、2196年から木星探査船「エウロパ」にてGNドライヴの開発に携わったイノベイドのスカイ・エクリプスの手で製作されたうちの1台がGNドライヴと共に地球へ送られ、それを発見したCBのメンバーがコピーしていったことが明らかになった。
登場するハロはどれも兄弟機として認識されている。代表されるハロは、ロックオン・ストラトス（初代：ニール・ディランディ / 2代目：ライル・ディランディ）の相棒として登場し、彼らの専用MSのガンダムデュナメス / ケルディムガンダムを制御する黄色がかったオレンジカラーのハロであり、他カラーのハロからは「オニイサマ」「オニイチャン」「アニサン」などと呼ばれる。セカンドシーズンでは赤ハロも登場し、沙慈・クロスロードのパートナー的存在となっている。そのほか、グリーン、ライトブルー、ピンク、パープル（トリニティのものとは別）などのカラーも存在し、オレンジハロと共に整備メカ「カレル」で整備を行うことがある。なお、劇場版ではロックオン（ライル）専用MSのガンダムサバーニャをオレンジハロ単独では制御しきれないため、同機のコックピットに青ハロが1体追加されている。
プトレマイオスチームとは別行動を取るトリニティのネーナ・トリニティの相方であり、80年前に発見された個体と同系色であるパープルブラックのハロ（正しくは「HARO」）は、オレンジハロから「ニイサン」と呼ばれている。ただし、当ハロはオレンジハロに関しての情報を持たないために同系機と認識せず、目つきや口が悪く、攻撃的な面がある。長らくネーナのサポートを行っていたが、セカンドシーズンでネーナがイノベイター勢力に用済みと見なされた際には、リボンズ・アルマークがHAROを通してネーナにそれを宣告しており、リボンズによって制御されている。他カラーも含めて宇宙空間を自由に動き回る能力は持っていないため、ガンダムスローネドライが大破した後は宇宙空間を浮遊するだけであったが、西暦2314年の対ELS戦終了直後にデブリの回収業者によって回収されたと設定されている。

## 機動戦士ガンダムAGEに登場するハロ
声 - 遠藤綾
フリット・アスノが製作したペットロボット。PCモードに変形ができ、AGEシステムのデータ解析用として使用できる。キオ編ではキオ・アスノが保護した子供たち（タク、ユウ、ルッカ）の遊び相手になっている。

### その他の作品（ガンダムAGE）
漫画『機動戦士ガンダムAGE トレジャースター』
ダイキ・リュウザキのパートナーロボ。ガンダムAGE-1（トレジャースター仕様）にはコクピットシート後部には最初からハロ用のスペースがあり、一緒に搭乗する。ダイキの父が残したものであり、彼の情報から大いなる翼の場所を示すことができる。

## 機動戦士ガンダム 水星の魔女に登場するハロ
声 - 古川慎 / 富田美憂（決闘委員会仕様）
『機動戦士ガンダム 水星の魔女』におけるハロは、ナビや乗り物などあらゆる機械に接続され、機能を管理・統制するインフラ・メカとして、フロントには欠かせない存在となっている。
アスティカシア高専の決闘委員会では、撮影ドローンに導入して判定に利用している。カラーリングは原典同様の薄緑色のほか、主人公スレッタ・マーキュリーが所有する個体などオレンジ色のものもある。

## 上記以外の作品でのハロ

### アニメ
『SDガンダムフォース』
ハロの形をした覆面を被った人間がSDGのハロ長官として登場している。第51話のアクションシーンでは尋常の人間ではありえない戦いを見せた。喋るときは口を開かず目が光る。
『機動戦士ガンダムさん』
声 - 松山鷹志
中に人が入っているという設定で、ブライトと会話したりする。

『ガンダム Gのレコンギスタ』
「ノベル」と名付けられた、「ハロビー」というハロのような丸い小型ロボットが登場する。
『模型戦士ガンプラビルダーズ ビギニングG』
ガンプラバトルを行うためのマシン・Gポッドのスキャナーがハロの形をしている。
『ガンダムビルドファイターズ』
主人公イオリ・セイの部屋に、ハロ型の目覚まし時計が置かれている。色は黄緑。また、第13話では野球ボールを模した白いハロが登場した。
『ガンダムビルドダイバーズ』
GBNにおいて、正式登録前のダイバーは全員がハロのダイバールックとなる。色は基本の黄緑色だけでなく多数あるほか、猫耳などのオプションアイテムをつけることもできる。第3話時点ではまだゲストダイバーであったヤシロ・モモカがログインした際には、ピンク色で猫耳（猫耳はマギーからのプレゼント）が生えた「モモハロ」となっていた。
また、「ブレイク・デカール」の配布によって引き起こされた「マスダイバー事件」の首謀者であるシバ・ツカサが正体を有志連合（に参加していたリク）に暴かれた際のほか、ビグ・ザムやGBN内でアストレイノーネイムに搭乗した際には『00』に登場するHAROの姿だった。
ファッションブランド「サザメス」の会長は、白いハロの姿でパワードアーマーに搭乗していた「モビルハロ」として登場している。
『伝説巨神イデオン』
第2、5、6、7、9、11、13、14、15、18話に登場。コップの中に入るほど小型化されたものも登場したが、どれも作中で存在を言及されることはなかった。
『クラッシャージョウ』
オマージュとして画面上に数回登場する。あるシーンでは基地の破壊に伴い、煙を噴きながら画面を横切って行った。
『ポチっと発明 ピカちんキット』
声 - 田所あずさ
コラボ企画の一環として、第65話Aパート「ハロ 大地に立つ」に登場。
間違って届けられたと思われるハロプラを主人公のエイジが組み立てて誕生した。最初は声はなく意志の相通ができなかったが、空耳ボイスチェンジャーとピカちん合体することで発声機能を手に入れる。
エイジがおしりのスイッチを押してしまったためピンク色の量産モードとなり、自らを増殖させて木馬に似た宇宙船を呼び寄せ、無事に回収される。

### 漫画
『∀ガンダム』
曽我篤士による漫画版において、月面都市での戦闘にハロの形をした小型対人兵器「バグ」として登場。一見人畜無害に見えるが、油断して近寄った相手に襲いかかる。
『ガンダムEXA』
製作者や経緯は不明だが、Gダイバーになったレオス・アロイと出会ってから居候するようになる。ガンダムシリーズの各キャラクターのセリフを口走り、腹部にはルームナンバーが印刷されている。

### ゲーム
『コンパチヒーロー』『スーパーロボット大戦』シリーズ
コンパチヒーローシリーズの『ヒーロー戦記 プロジェクト オリュンポス』では、ヒーロー側のシステムを管理するハロ9000とアムロの作ったハロが登場する。
スーパーロボット大戦シリーズでは、『第3次スーパーロボット大戦』『スーパーロボット大戦EX』にて敵機体の人工知能（機械獣、メカザウルスなど自律型ロボットや巨大生物に宛がわれる怪獣系パイロット）の顔グラフィックとして登場。「ガオォォォォン！」「グオォォォォン！」などのセリフを発する。後のシリーズ作品では『Vガンダム』『ガンダム00』が参戦している作品において、サブパイロットとしてのハロが登場する。
また、ユニット性能に効果を与える強化パーツとしても登場し、装着するとユニットの性能が大幅に向上する。『ガンダムSEED』が参戦する作品では「ピンクハロ」が登場し、ユニット性能の向上や一定の資金入手の効果を持つ。
『SDガンダム GGENERATION』シリーズ
パイロットが搭乗できる機体として登場。外観はペットロボットのデザインに近いが、モビルアーマーに相当する巨体を持つ。ドリルクローや拡散バブル、ハロビットなどの強力な武装を備え、通称「丸い悪魔」と呼ばれている設定。続編作品では「サイコ・ハロ」（サイコガンダム）「ゴッド・ハロ」（ゴッドガンダム）など他のガンダム作品のパロディ機や、「ピンクハロ」「イエローハロ」などラクス・クラインが所有するハロにちなんだ機体（色によって性能が異なる）が追加された。
パイロットとして登場する場合もあり、当機を入手したうえで機体コレクション欄を埋め尽くせば、「ハロ」が登録される。また、このハロが敵キャラクターとして登場するシナリオもあり、『F-IF』の「惑星ハロハロ大進撃！」ではハロが搭乗するサイコ・ハロなど最強レベルの機体が大量に出現する（クリア後に獲得できる賞金額も「86860（ハロハロ）」である）内容となっている。『GGENERATION SEED』ではピンクハロがラクスの下から逃げ出してハロ軍団で反抗するシナリオもあるほか、ハロをスカウトしてパイロットにすることも可能となっている（スカウトに必要なコストも86000〈ハロ〉となっている）。
『ハロボッツ』シリーズ
ハロを題材にした育成ゲームであり、ガンダムシリーズ以外のサンライズロボットに変身する。
ゲーム『機動戦士ガンダム EXTREME VS.』シリーズ
プレイヤーナビとして登場。プレイヤーを応援している。また、音声のみではあるがオレンジハロがケルディム、デュナメス、サバーニャにロックオン（デュナメス=ニール、ケルディム&サバーニャ=ライル）と共に搭乗している。
『機動戦士ガンダム ガンダムVS.ガンダム』シリーズ
V2ガンダムにウッソと共に搭乗している。また『ガンダムVS.ガンダムNEXT/NEXT PLUS』では、僚機の組み合わせによって組んだ僚機がハロに対する演出が存在する（カミーユ、アスラン、バナージなどはハロがウッソのそばにいることに驚いている反面、アムロはさほど驚いていない）。
『ガンダム無双』シリーズ
ロード中の画面に登場し、コマンドやボタンを入力すると喋ったり動作が変化したりする。また、オペレーターなどゲーム進行上のサブキャラクターとしても登場する。
『ガンダムマスターズ』
強化アイテムとして登場（出撃させることはできない）。ユニットの経験値を上昇させるほか、ラクスのピンクハロがスキルを上昇させる強化アイテム、金色のハロが限界突破用強化アイテムとしてそれぞれ登場している。
『機動戦士ガンダム バトルオペレーション2』
プレイヤーアバターたちが持つ携帯端末として登場。MSのセッティングやアバターの服をカスタマイズできる。
『SDガンダム バトルアライアンス』
声 - 山口勝平
ヒロインであるユノ・アスタルトのペットロボットとして登場。会話シーンや、ナビゲートなどの場面で登場する。

### その他
『SEEDが一番!』
声 - 小林恵美
フレッツ・スクウェア内にて放送されていた『機動戦士ガンダムSEED』の情報番組。オレンジのハロが案内を勤めていた。
学校教科書
2006年4月から、教育出版が発行する中学校理科教科書に、ハロが学習の案内役として登場している。
大阪・関西万博『GUNDAM NEXT FUTURE PAVILION』
声 - 濱田岳（イークス）土屋太鳳（ポー）
パビリオン内映像「GUNDAM: Next Universal Century」において、GOIC（ガンダム・オープン・イノベーション・コンソーシアム）が主催する、巨大宇宙ステーション「スタージャブロー」見学ツアーのナビゲーターとして、緑色のハロ「イークス」、ピンク色のハロ「ポー」が登場する。

## 商品化されたハロ
現実にもハロのキャラクターグッズが多数発売されている。その多くは玩具だが、中にはハロの形をした自作パソコン本体の収納ケース（1000体限定品）や、ハロを模した自作パソコンのベアボーンキットといった高年齢層に向けた商品もある。
また、ハロが主人公のゲームとして、ハロがサンライズ作品に登場するロボットに変身する『ハロボッツ』が2000年に発売された。
マスコットロボ ハロ
2002年発売の育成型卓上ペットロボット。1/4スケールで直径約10センチメートル。音声で時刻を知らせてくれる（声優は原作版同様、井上瑤）ほか、コミュニケーションをとることによっていろいろな動作やおしゃべりをする。
マスコットロボ ハロ2
2003年発売。『機動戦士ガンダムSEED』に登場したタイプのピンク色であり、声優も三石琴乃に変更されている。1/1スケールであるが、商品のサイズは同じ（設定のサイズが異なるため）。ボイスの種類が倍になり、「よしよしモード」「ハイパーよしよしモード」という機能も追加された。
機動戦士ガンダム00 マスコットロボ ハロ
2008年発売。『機動戦士ガンダム00』に登場したタイプのオレンジ色であり、声優も小笠原亜里沙に変更されている。スケール表記はなし。遊び方で性格が変化するほか、新ギミックも追加された。
ハロコレ
2004年から2005年にかけて発売。「ハローコレクション」の略。「'04 スプリングエディション」（他に夏と冬）、「'05 スプリングエディション」（冬もあり）、「祈願エディション」、「ギフトセレクション」などがあるシリーズ。それぞれのシリーズには10種類ほどテーマにあった違う柄のハロが入っている。
ハロプラ
色や形を多様に展開したプラモデル。
デジハロ
ハロの操作を楽しめるラジコン型のおもちゃ。緑のハロを、ピンクのハロ型のリモコンで操縦する。両方とも『機動戦士ガンダムSEED』に登場したタイプのハロ。リモコンには前進と後退、旋回。そして耳の開閉に、ボイスボタンの5つのボタンがついている。言葉を発する際は、目が赤く光り、 耳を開閉するアクションを忠実に再現されている。
ハロマテラピー
2004年発売。ハロの形状をした芳香剤。アロマテラピーとハロを組み合わせた商品名。バンダイと花王の共同開発。
マルチボックス なんでもハロ
2003年2月26日発売。直径25cmのハロ型の汎用小物入れで初代ハロ同様の緑色。上下に分割することができ、頭頂部のボタンを押すことで耳部分が開くギミックがある。外箱には手紙入れ、おもちゃ入れ、お菓子入れ、マスコット等の使用例が記されているが、加工して自作PCのケースとして利用された例もある。
2009年3月19日には「ダブルオーハロ」として同型のものがオレンジと赤の色違いで2種が発売されている。
ゲイジング ハロ
『機動戦士ガンダムAGE』に登場したタイプのハロを模した玩具。「ゲイジングビルダー」「アドバンスドグレード」「AGEデバイス」との連動機能がある。
ガンシェルジュ ハロ
バンダイが「東京おもちゃショー2018」に出展。日本IBMが開発した音声認識AIを搭載し、ガンダムの話題を語り合うなどできる。2018年7月下旬より市販開始。なお、本体の設計、および製造に関してはVAIO（長野県安曇野市）が担当する。